# Belawan II
Belawan II is een bestuurslaag in het regentschap Medan van de provincie Noord-Sumatra, Indonesië. Belawan II telt 20.913 inwoners (volkstelling 2010).